# لوك ويلكينسون
لوك ويلكينسون (بالإنجليزية: Luke Wilkinson)‏ (2 ديسمبر 1991 بمدينة ولز في المملكة المتحدة - ) هو لاعب كرة قدم بريطاني في مركز الدفاع. لعب مع بوريهام وود إف سي وستيفيناغ بوروه ونادي بورتسموث ونادي لوتون تاون ونادي نورثامبتون تاون ونادي دارتفورد وEastleigh F.C. ‏ وداغنهام وريدبريدج.

## وصلات خارجية
- لوك ويلكينسون على موقع قاعدة بيانات كرة القدم.إي يو (الإنجليزية)
- لوك ويلكينسون على موقع Soccerbase.com (لاعب) (الإنجليزية)
- لوك ويلكينسون على موقع Soccerway.com (الإنجليزية)